# Antoine de Lonhy

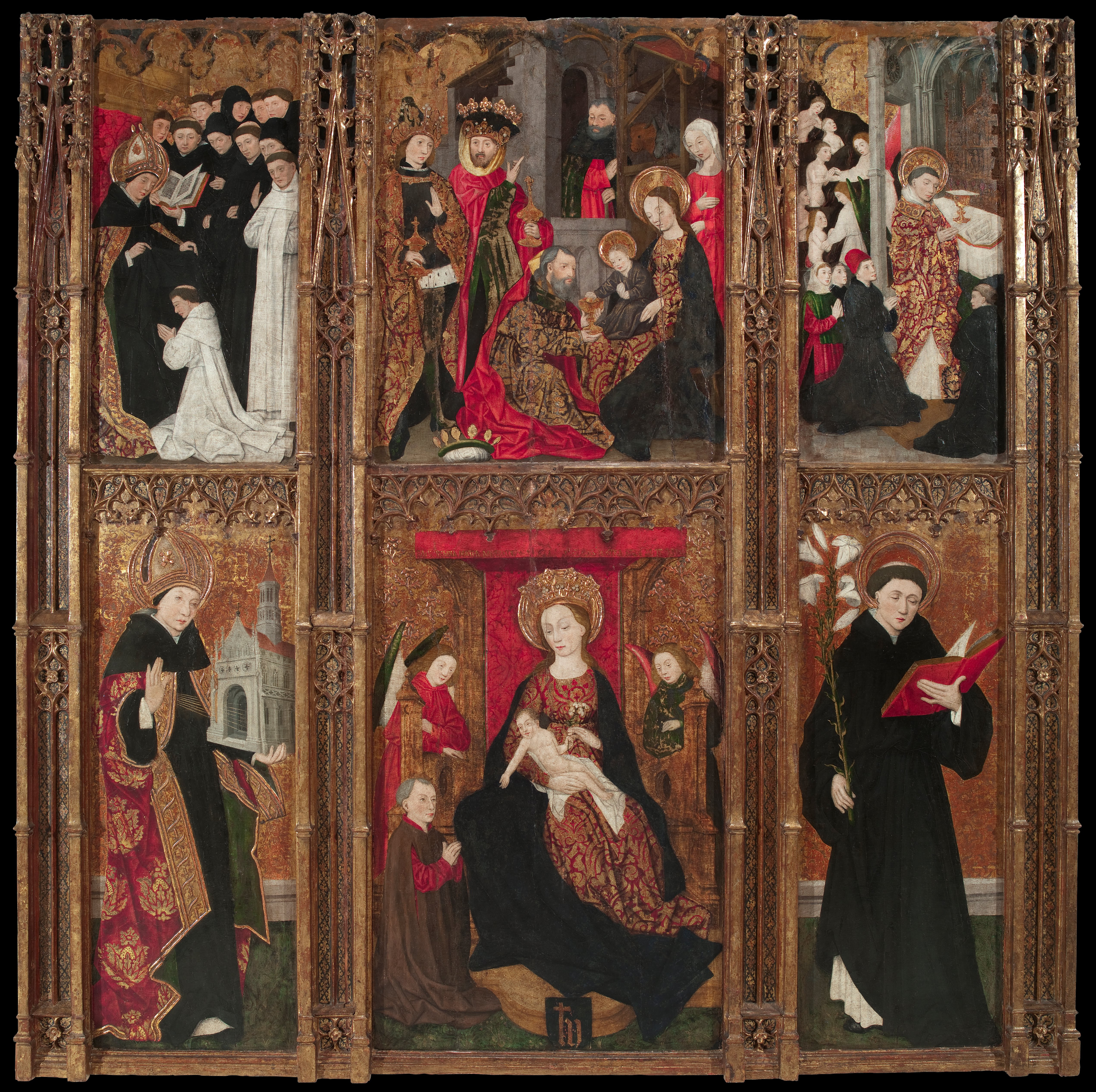
Retaule de la Mare de Déu, sant Agustí i sant Nicolau de Tolentino

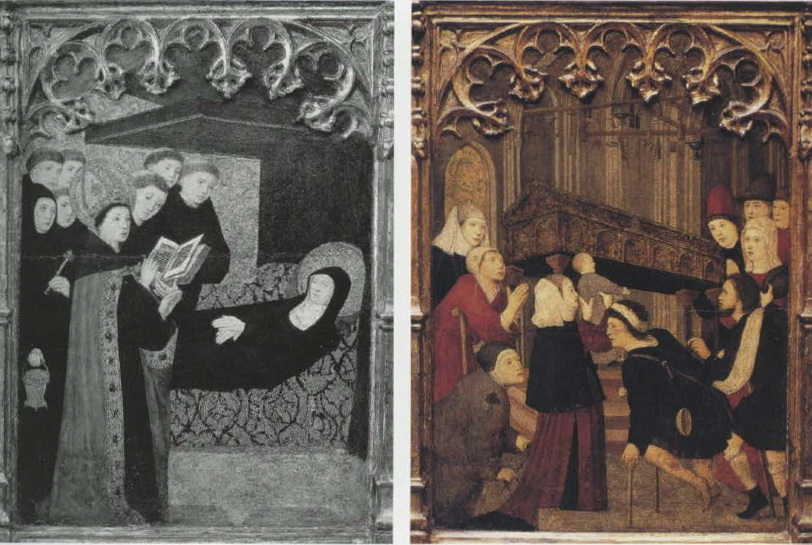
Les dues taules de la predel·la al museu del Castell de Perelada

Antoine de Lonhy també conegut com a Antoni Llonye, (documentat el 1446 a Borgonya – mort vers el 1490 al ducat de Savoia) fou un pintor, vidrier i miniaturista francès força itinerant, molt actiu al Piemont. També se'l va conèixer com a Mestre de Saluces i Mestre de la Trinitat de Torí.
La identificació d'aquest dos "mestres inidentificats" com un de sol correspon a Charles Sterling; posteriorment, François Avril va demostrar, el 1989, que es tractava d'Antoine de Lonhy, artista conegut a Borgonya i, especialment, a Tolosa i Barcelona.

## Biografia
Hi ha constància que va estar a Borgonya, on probablement es va formar, durant la dècada de 1440, on va contactar amb Nicolau Rolin, client habitual de Jan van Eyck i Van der Weyden. Va ser l'il·luminador del mapamundi espiritual encarregat per Jean Germain per lliurar-lo a Felip el Bo, el 1449.
El 1460 estava a Barcelona, on va signar el 13 de juny un contracte per realitzar els vitralls de la rosassa de la basílica de Santa Maria del Mar. A la documentació hi figura com "pintor de Tolosa de Llenguadoc", ciutat on havia treballat per a l'arquebisbe Bernard de Rosier. El 24 d'octubre de 1461 hi consta residint a Tolosa, i el 4 de maig de 1462 ja havia realitzat els vitralls del Santa Maria del Mar i el retaule de la Mare de Déu, sant Agustí i sant Nicolau de Tolentino per al convent de Miralles. En aquesta data hi consta com a residint a Savoia, després d'estar a Barcelona.

El 1466 va treballar a Chambéry per al duc Amadeu IX de Savoia, on va estar fins al 1480. Corresponen a aquest període obres com Plany per la mort de Crist de la catedral de Saint-Jean-de-Maurienne (c.1465), la Trinitat del Museu Civico d'Arte Antica, les il·luminacions atribuïdes com a Mestre de Saluces, com el Breve dicendorum compendium de la biblioteca Nazionale de Torí i el retaule de la Presentació al temple que es conserva a Greenville.

## Obra

### A Catalunya

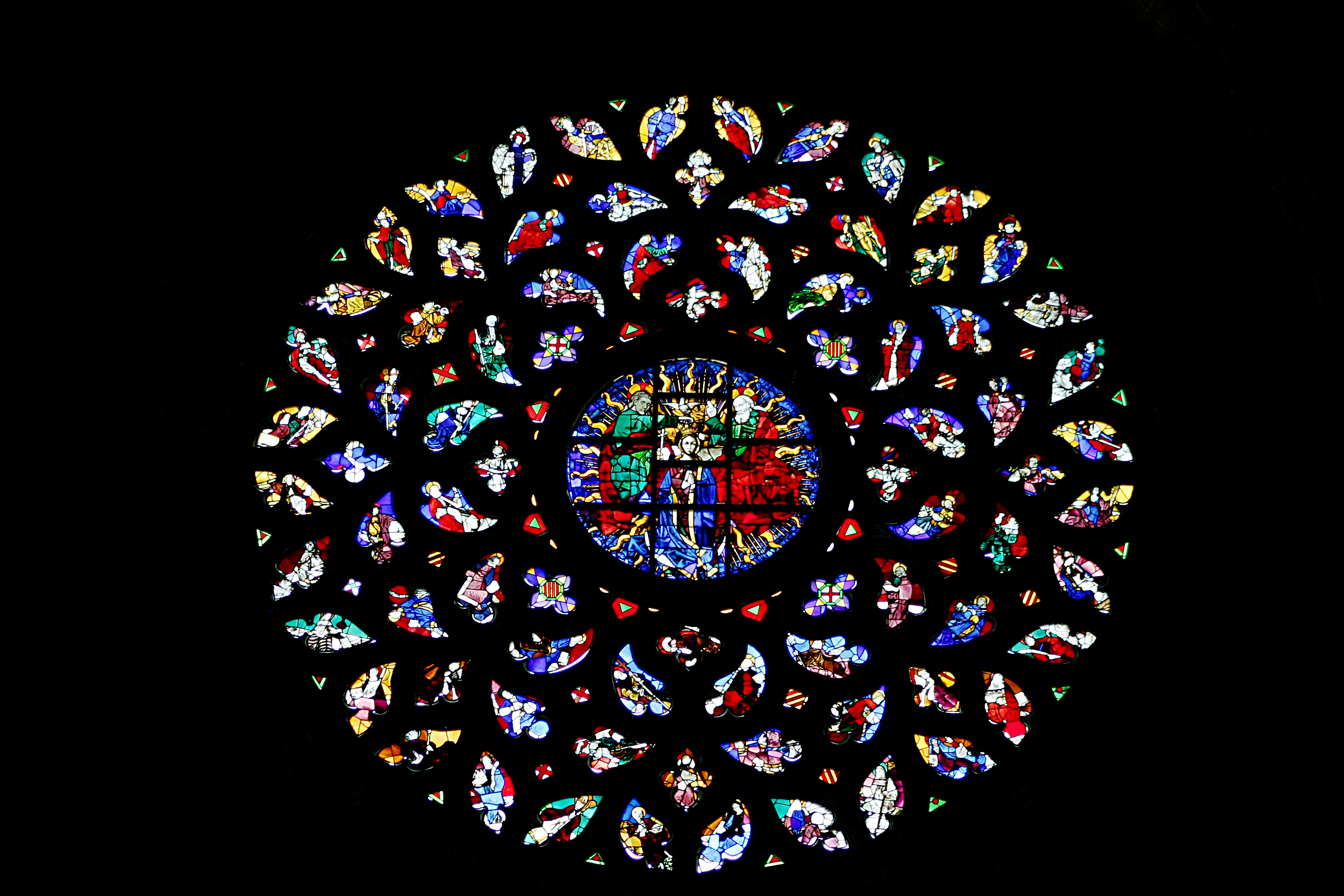
Rosassa de Santa Maria del Mar

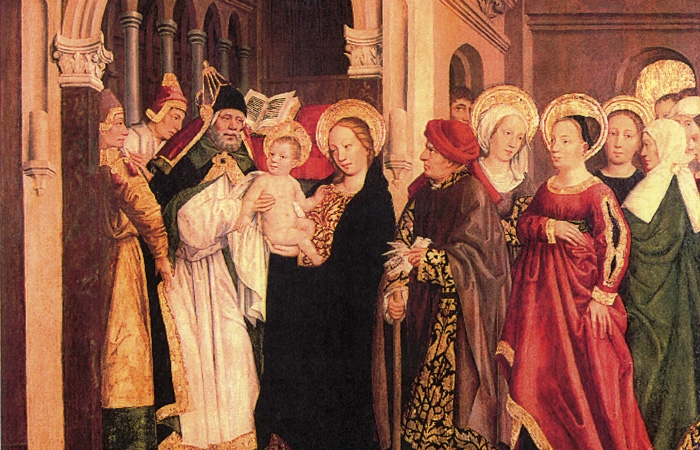
Presentació al Temple. c.1480

- 1460- Vitralls per la rosassa de la basílica de Santa Maria del Mar, Barcelona.[6]
- 1460-1462- Retaule de la Mare de Déu, sant Agustí i sant Nicolau de Tolentino per al monestir agustí de Miralles, ara dividida entre el Museu Nacional d'Art de Catalunya, on es conserva el cos principal del retaule, i el Museu del Castell de Peralada (dos compartiments de la predel·la)[7]

### A Europa
- 1454- Fragments de frescos de la capella de Santa Caterina a la basílica de la Daurada, Tolosa de Llenguadoc, Musée des Augustins
- 1465-1470- Trinitat. Pintura al tremp i or sobre fusta transferit a llenç. Torí, Museu Civico d'Arte Antica.[8]
- 1462-1470- Sant Mateu, Sant Pere, Jaume el Major, Jaume el Menor, Sant Simó, Sant Andreu. Pintura al tremp i or sobre fusta. Torí, Museu Civico d'Arte Antica[9]
- 1480- Pietà. Fresc. Torí, Museu Civico d'Arte Antica.[10]
- Fragments d'un retaule de l'església de Battagliotti a Avigliana. Torí, Galeria Savoia
- c. 1480- Presentació del Nen al temple. Retaule. Universitat Bob Jones, Greenville, Carolina del Sud[11]
- Santa Anna, la Verge i el Nen. Retaule. Catedral de Torí.[12]
- c.1480- Sant Vicent Ferrer predicant, taula separada d'un retaule desaparegut. Museu de Cluny[13]
- c.1480- Mort de la Verge. Col·lecció privada de Balbo Bertone, en préstec al Museu Civico d'Arte Antica, Torí.[14][15]

### Manuscrits
- 1446-1454 - Llibre d'hores d'ús de Chalon-sur-Saône, Manuscrit il·luminat. Torí, Museu Civico d'Arte Antica[16]
- 1477ca. - Breve dicendorum compendium. Manuscrit il·luminat. Torí, Biblioteca Nazionale
- 1470ca. - Llibre d'hores d'ús de Roma. Manuscrit il·luminat. Baltimore, Walters Art Museum
- 1465 ca.- Índex d'Hores de Saluces. 34 miniatures a Londres, British Library.[17]

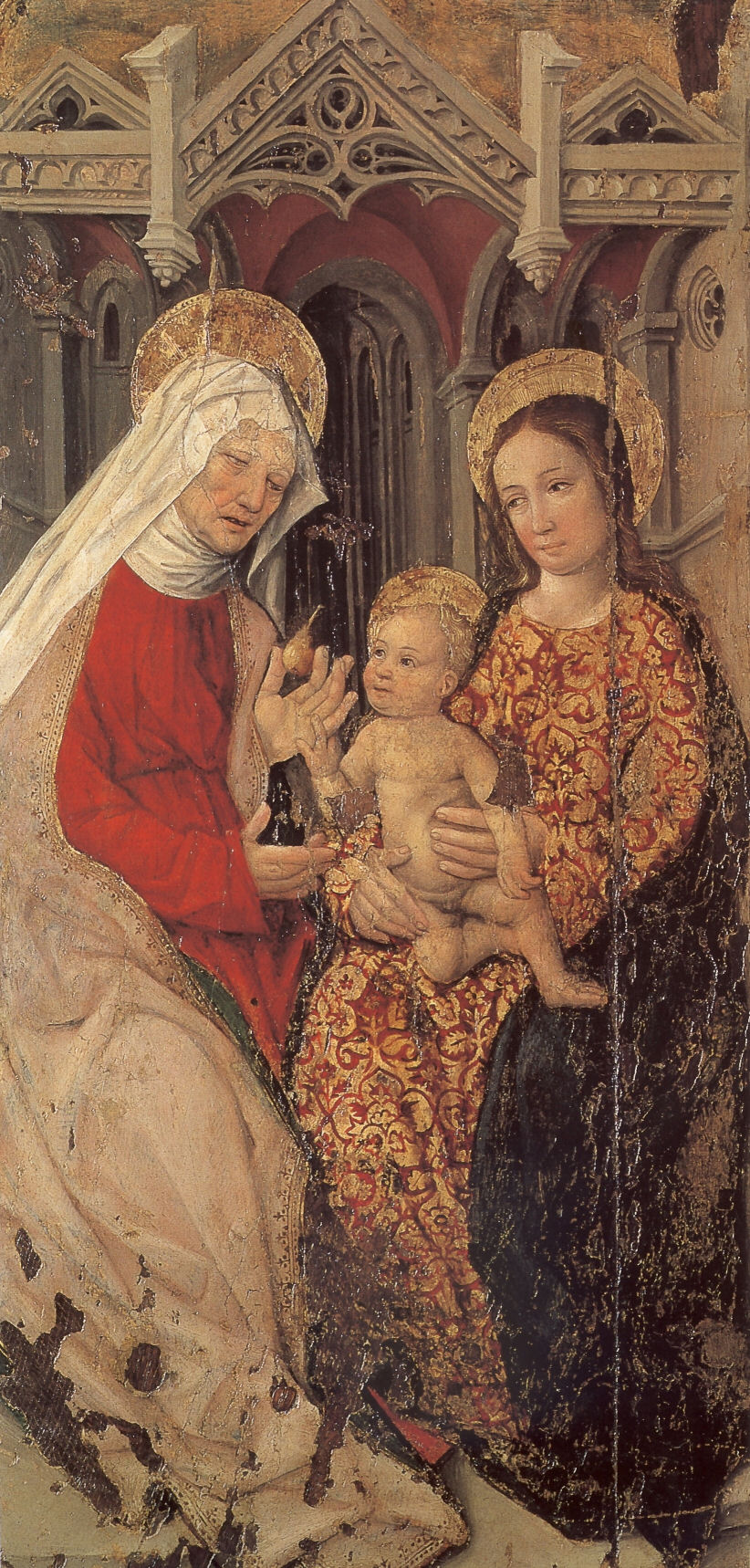
Santa Anna, la Mare de Déu i el Nen, a la catedral de Torí
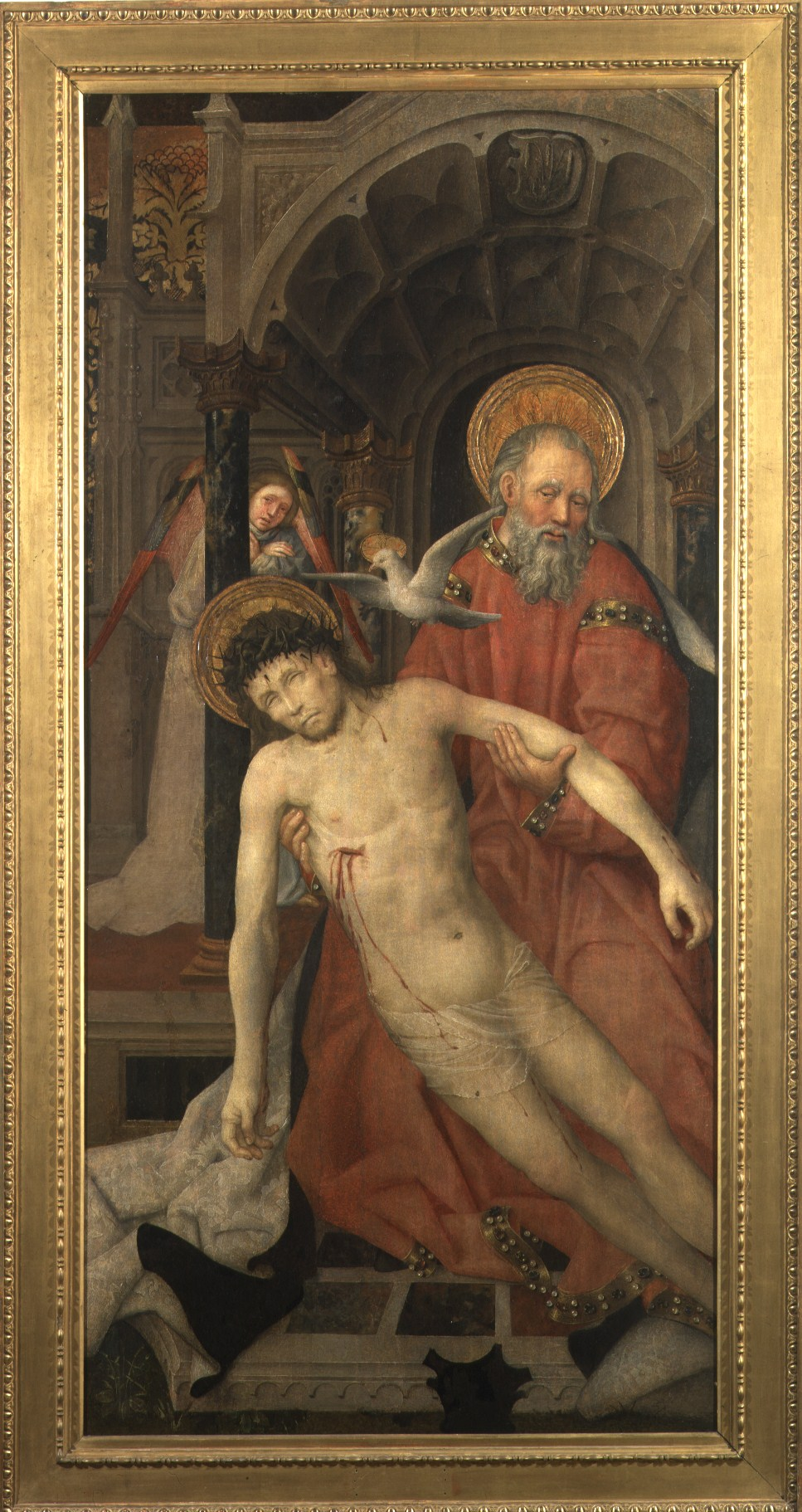
Trinitat al Museu de Torí
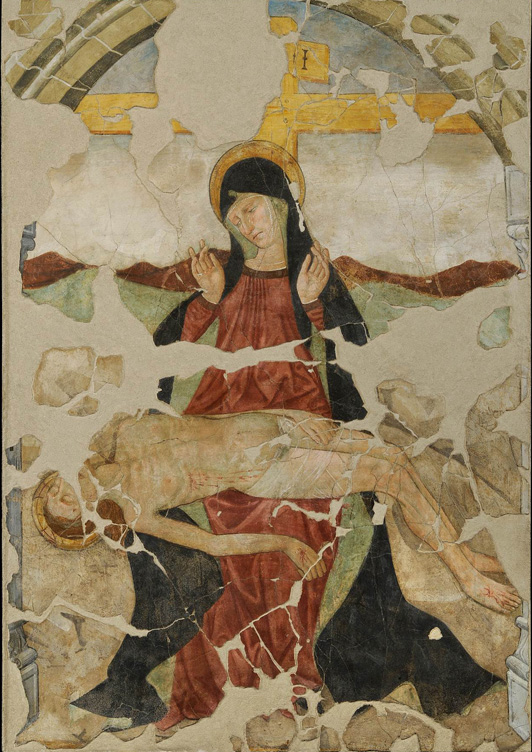
Pietà al Museu de Torí
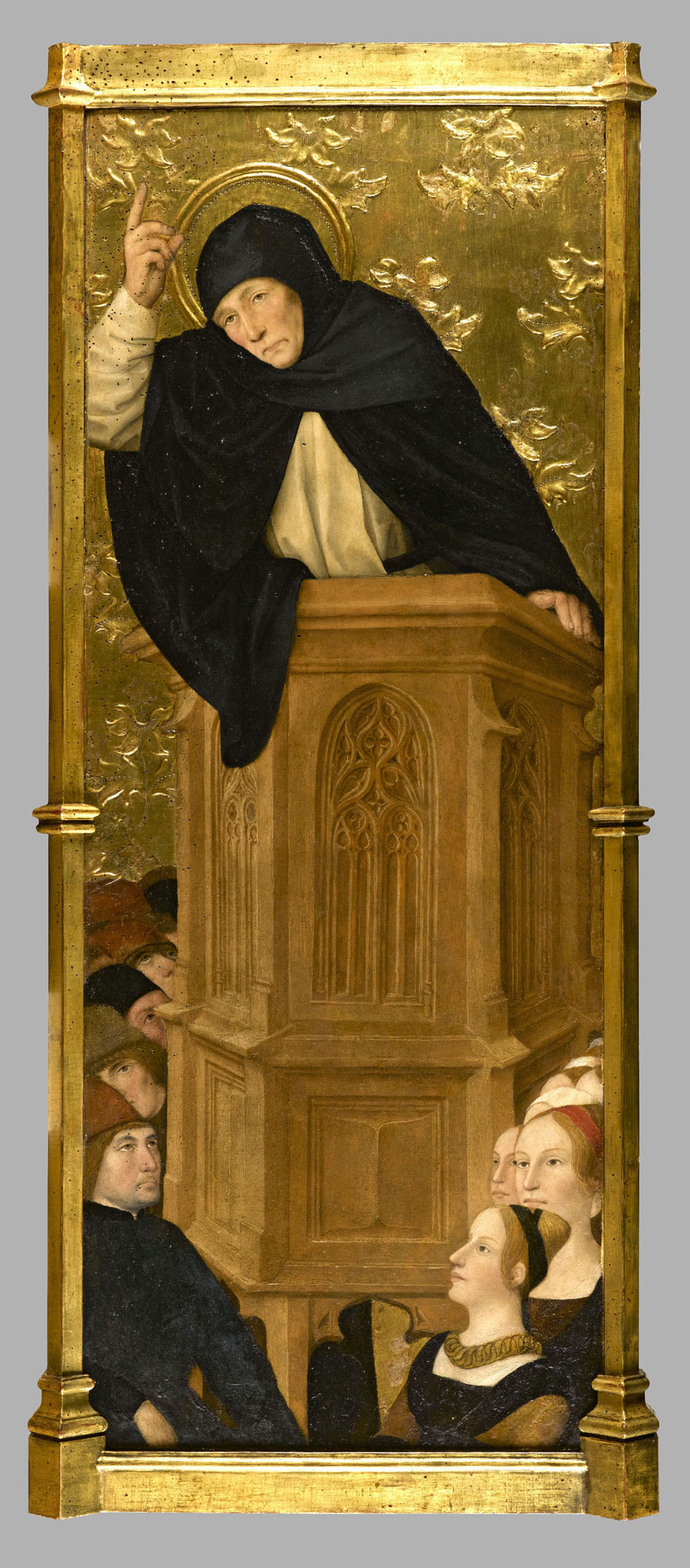
Sant Vicent Ferrer, al Museu de Cluny
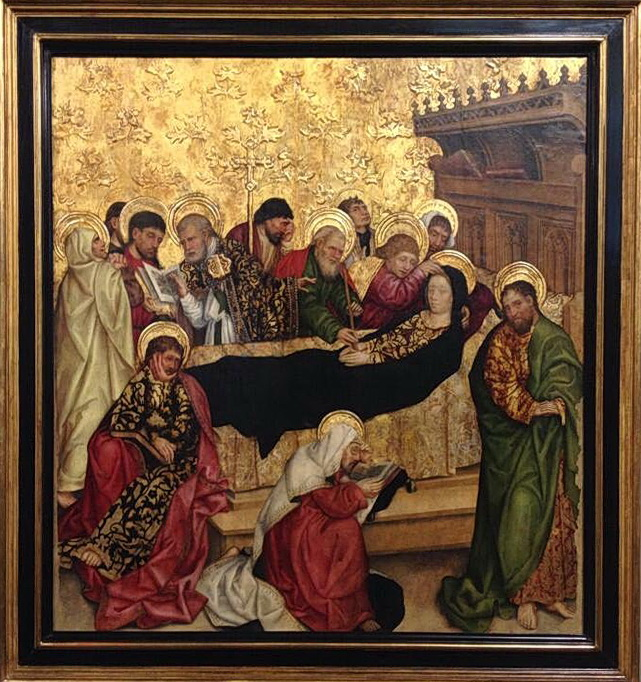
Mort de la Verge, col. privada